# Jan II van Polanen

Wapen Van Polanen. De tak Polanen voerde een variant van het van Wassenaer-wapen (drie zilveren wassenaars op een rood veld),breking door kleurwisseling. Het Polanen-wapen voert drie zwarte wassenaars op zilver.

Jan II van Polanen (ca. 1325 – Breda, 3 november 1378) was heer van Polanen, van de Lek en van Breda. Hij was voorts burggraaf van Geertruidenberg, en raad van de hertog van Brabant.

De Van Polanens waren een zijtak van een zijtak van van Wassenaer  (tak van Duivenvoorde - van Polanen).

## Afkomst
De Heren Van Polanen te Breda stamden af van het oud-adellijke riddermatige geslacht van Wassenaer. De zijtak-Van Polanen ontstond in vier stappen:

### Van Wassenaer
- Filips van Wassenaer, ridder (vermeld 1200-1223), was de stamvader van dit geslacht.

### Van Duivenvoorde

Wapen van Duivenvoorde.
(In goud drie zwarte wassenaars, gebroken door kleurwisseling)

- Een jongere zoon van deze stamvader, Filips van Wassenaer, genaamd van Duvenvoirde (vermeld vanaf 1215 – 1248), ridder, heer van Wassenaar, werd de stamvader van de tak van Wassenaer-van Duvenvoirde. Deze Filips werd volgens een akte uit 1226 door zijn oudere broer Dirk van Wassenaar (1205-1243) beleend met Duvenvoirde bij Voorschoten als erfleen. Hij werd zo de stamvader van het huis Duivenvoorde, met als wapen: in goud drie zwarte wassenaars.
 Filips van Wassenaer genaamd van Duvenvoirde, was gehuwd met F(lorentina?) heer Arentsdochter van Rijswijck, een zuster van Bertha van Rijswijck, die met Filips' broer Dirk van Wassenaer trouwde.[1] Uit het huwelijk van Filips zijn de volgende kinderen bekend:

1. Heer Arent I van Duvenvoirde (vermeld 1248-1268), ridder, gehuwd met (Machteld) van Crayenhorst Heer Woutersdochter. Hij was de eerste die de naam Duvenvoirde voerde, vermeld als heer daarvan in 1258.
2. Jan van Duvenvoirde (vermeld 1226-1248), stamvader van de in 1445 uitgestorven tak van Duvenvoorde-van Polanen. Hij was de vader van Filips III van Duivenvoorde genaamd Van Polanen.

### Van Duivenvoorde van Polanen
- Filips III van Duivenvoorde, van Polanen, (1291-1307), ridder (1305), oudste zoon, huwde (1) met Elisabeth van Beusichem, Vrouwe van Vianen, Vrouwe van Polanen (vermeld 1307).
- Filips III van Duivenvoorde genaamd van Polanen (vermeld 1248, ovl. ca. 1308), was de vader van

1. Jan I van Polanen (Wassenaar, wsch. na 1290[2] – Monster, 26 september 1342), ridder, gehuwd met Catharina van Brederode. Hij is de stamvader van de tak-Polanen.
2. Willem van Duivenvoorde (wsch. 1290 (vermeld 1311) – kasteel Boutersem (nabij Leuven), 12 augustus 1353) was een bastaardzoon van Filips III van Duivenvoorde, wsch. met Liesbeth van Dongen[3], ridder (1328), gelegitimeerd in 1328, gehuwd met Heilwich van Vianen, geen wettige kinderen, wel 12 bastaardkinderen.

### Van Polanen
- Jan I van Polanen behield als wettige (zij het waarschijnlijk niet de oudste) zoon het alias Van Polanen en werd op zijn beurt de stamvader van zijtak-Polanen uit het huis Wassenaer, het huis Wassenaar-Polanen. Hij woonde op het stamhuis Polanen bij Monster. Jan I was vanaf 1326 pandheer van de Lek en kort voor zijn dood (vanaf 1339) ook pandheer van Breda. Jan I overleed in 1342 en werd nog te Monster in de kerk begraven.
- Jan II was de oudste zoon van Jan I van Polanen, die als eerdere pandheer al een belangrijk aandeel had in de verwerving van de heerlijkheid Breda. Jan II  werd de eerste Van Polanen als vrije heer van Breda.

## Van Polanen naar Breda
De Polanens behoorden tot de grootste grafelijke leenmannen in Holland en hadden uitgestrekte bezittingen, al vormden zij een 'aanvankelijk wat armelijke zijtak' . In Breda werd hun heerschappij gevestigd in drie stappen, waarmee het geslacht de overgang maakte en zijn kernbezit verplaatste van het graafschap Holland naar het hertogdom Brabant.

### Jan I van Polanen
In 1339 werd Jan I van Polanen pandheer van Breda, samen met zijn zoon Jan II van Polanen. Zij kregen daarmee Breda in onderpand. In 1342 werd Jan I via verkoop door de graaf van Holland heer van de Lek (in de Krimpenerwaard). Omdat zij in de Hoekse en Kabeljauwse twisten (die in 1350 een aanvang namen) op het verkeerde paard hadden gewed, raakte Jan II van Polanen het stamkasteel Polanen bij Monster kwijt (1351), evenals de heerlijkheid van de Lek, en werd uit Holland verbannen. Het lot keerde, doordat hij in 1350 de kans had gekregen om de heerlijkheid Breda te kopen van hertog Jan III van Brabant.
Met de verwerving van deze hoge heerlijkheid zou de tak van Duvenvoorde-Van Polanen alsnog furore maken. Drie jaar later, na de dood van zijn eerste echtgenote, Oda van Horne (†1353), huwde Jan II van Polanen Machteld van Rotselaer (van Brabant) 'om nog beter in de invloedssfeer te komen van de hertog'.

### Willem van Duivenvoorde
De halfbroer van Jan I van Polanen, Willem van Duivenvoorde, was onder meer kamerling en schatbewaarder van graaf Willem III van Holland. Hij was  een van de rijkste personen in de Lage Landen en ook de grote financier in de familie. Hij verwierf belangrijke bezittingen, onder meer in het noordwesten van Brabant. Deze Willem van Duivenvoorde kocht al in 1325 de heerlijkheid Oosterhout, zodat hij zich ook 'heer' (van Oosterhout en Dongen) kon noemen. Hij verbouwde het huis Ten Strijen aldaar tot een groot kasteel, dat zijn particuliere machtsbasis ging vormen. Hij bood ook de hertog van Brabant zijn diensten aan. De hertog beloonde Willem door hem in 1328 te Brussel tot ridder te slaan. Niet lang daarna benoemde de hertog hem tot baanderheer, een hoge rang als ridder.

### Jan II van Polanen, heer van Breda en de Lek
Op 3 december 1339 was Willem van Duvenvoorde beleend met de heerlijkheid Breda. Een week later, op 9 december, verpandde de hertog deze zelfde heerlijkheid aan Jan I van Polanen. Deze laatste leende de hertog 28.000 kleine florijnen. In 1350 kocht zoon Jan II van Polanen de burcht, de stad en het land van Breda van hertog Jan III van Brabant voor in totaal  43.000 kleine florijnen. Jans oom Willem, die in de koop betrokken was, kreeg het vruchtgebruik. Na de dood van zijn oom Willem in 1353 erfde neef Jan II ook dit vruchtgebruik, samen met het merendeel van Willems andere bezittingen en vermogens. Nu was Jan II een zeer vermogend man.
Jan II wendde deze middelen spoedig aan om het nieuw verworven Bredase bezit van een groter kasteel te voorzien. Ter bescherming daarvan liet hij de stad ommuren. De Polanens gaven ook de voorganger van de Grote Kerk een nieuwe functie, namelijk die van laatste rustplaats van de heren van Breda. Daarmee toonden zij hun dynastieke ambitie bij het nieuwe bezit.

## Bredase voorvader van het huis Oranje-Nassau
Eerst met Jan II raakte het geslacht Van Polanen definitief gevestigd in Breda en begon het zijn opgang in het Hertogdom Brabant en in het machtscentrum Brussel. Hiermee werd tevens de weg geplaveid voor de komst van de grafelijke familie Nassau naar de Lage Landen. Jan II werd de Bredase voorvader van het geslacht Nassau-Breda en daarmee ook van het huis Oranje-Nassau. Het geslacht Van Polanen stierf in de mannelijke lijn uit met de zoon van Jan II, Jan III van Polanen. Diens dochter, erfdochter Johanna van Polanen (1392-1445), vrouwe van Breda en de Lek, trouwde op 1 augustus 1403 in Breda met Engelbrecht I van Nassau-Siegen. Door dit huwelijk ging de Bredase tak van het Huis Nassau-Siegen deel uitmaken van  de rijkste en belangrijkste adel van de Nederlanden en begon de opkomst van het Huis Nassau in de Nederlanden. Tot Johanna 's erfenis behoorden vele heerlijkheden en ridderhofsteden in Holland en Brabant, Henegouwen, Utrecht en Zeeland. Omdat Johanna het enige kind was van Jan III kwamen diens titels (via Johanna) terecht bij Johan IV van Nassau, de zoon van Engelbrecht en Johanna. De titels heer van Polanen en baron van Breda behoren nu, ruim zes eeuwen later, nog steeds tot de titels van de Nederlandse koning.

## Levensloop
Jan II was een zoon van Jan I van Polanen en Katharine van Brederode. Jan I van Polanen overleed in 1342 en werd te Monster in de kerk begraven. Jan II volgde zijn vader op, waarbij hij ook zitting nam in de grafelijke hofraad van Holland en Zeeland. In 1342 verkocht graaf Willem IV van Holland de heerlijkheid van de Lek, waarvan Jan I in 1326 al pandheer was geworden, aan Jan II, die daardoor heer van Polanen en van de Lek werd. 
Hij reisde in het najaar van 1343 met graaf Willem IV mee naar het Heilige Land. Ook nam Van Polanen deel aan de Kruistocht naar Pruisen in 1344-1345, maar niet aan de veldtocht tegen de Friezen, waardoor hij de desastreuze Slag bij Warns ontliep.
In 1350 eerde hij Margaretha II van Henegouwen in Henegouwen samen met zijn oom Willem van Duivenvoorde; zij steunden zo de Hoekse factie in de Hoekse en Kabeljauwse twisten.  Dit werkte echter tegen hem door het Beleg van Geertruidenberg (1351-1352), waar hij zijn broer Filips van Polanen tot burchtheer had benoemd. Jan steunde zijn broer tijdens het langdurige beleg, maar moest dit bekopen met het verlies van zijn goederen van Polanen en de Lek. Het laatstgenoemde werd later (in 1358) weer aan Jan teruggegeven na een verzoening met Willem V van Holland en de Kabeljauwse factie.

### Heer van Breda

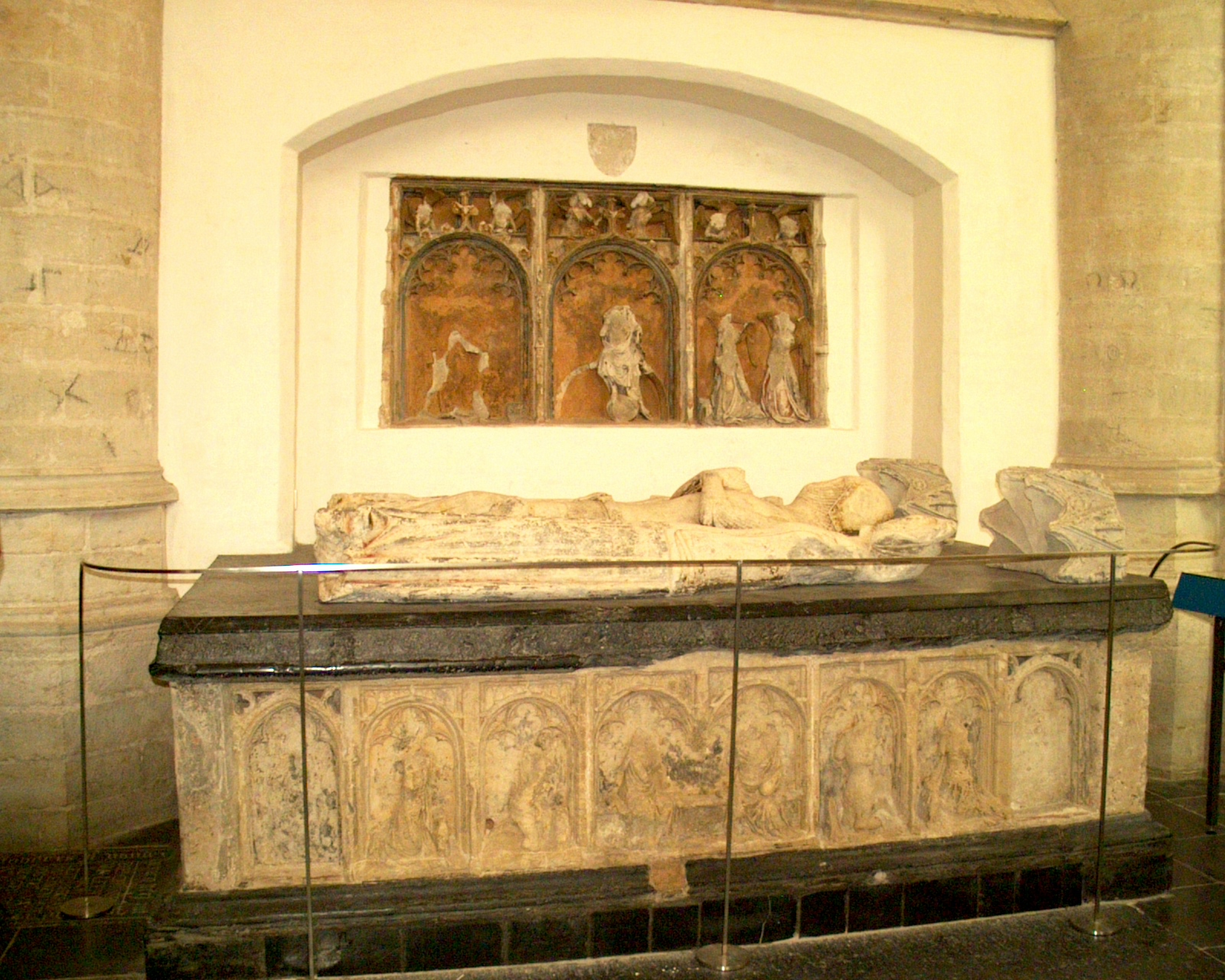
Grafmonument van Jan II van Polanen

Willem van Duvenvoorde had in 1342 reeds delen van het land van Breda verworven, te weten de dorpen Baarle, Alphen, Gilze en Ulvenhout. Willem werd daardoor een leenman van de hertog van Brabant. Deze verkeerde steeds in geldnood en had de heerlijkheid Breda in 1339 als onderpand overgedaan aan Jan I van Polanen, die daarmee de pandheer werd, met Willem als vruchtgebruiker voor het leven, die daarmee de facto ook heer van Breda werd. In 1350 verkocht Jan III van Brabant het slot, de stad en het land van Breda voor 43.000 kleine florijnen aan Jan II van Polanen. Dit bezit was een hoge heerlijkheid, uit hoofde waarvan Jan II terstond lid werd van de hertogelijke raad en in de jaren daarna intensief betrokken was bij de Brabantse politiek. Tussen 1347 en 1350 werd Jan van Polanen tot burggraaf van Geertruidenberg benoemd. Hij raakte tijdens de Hoekse en Kabeljauwse twisten zijn stamgoed Polanen en de heerlijkheid van de Lek kwijt. Pas in 1358 kreeg hij als vergoeding andere lenen en goederen, maar concentreerde zich nu meer op uitbreidingen in Breda.
In 1369 werd Jan vazal van koning Eduard III van Engeland. Samen met zijn zoon, de latere Jan III van Polanen, nam hij deel aan de Slag bij Baesweiler in 1371, waar hij met hertog Wenceslas van Brabant gevangen genomen werd, maar na enkele maanden vrijgekocht. Hij werd in 1375 door graaf Albrecht van Beieren (1336-1404) aangesteld als stadhouder van de Grote Waard van Zuid-Holland, van belang voor het dijkenbeheer, samen met Daniël van der Merwede.
Van Polanen overleed op 3 november 1378 en is in februari 1379 in Breda begraven, waar zijn tombe nog ligt in de Grote Kerk van Breda.

### Huwelijken

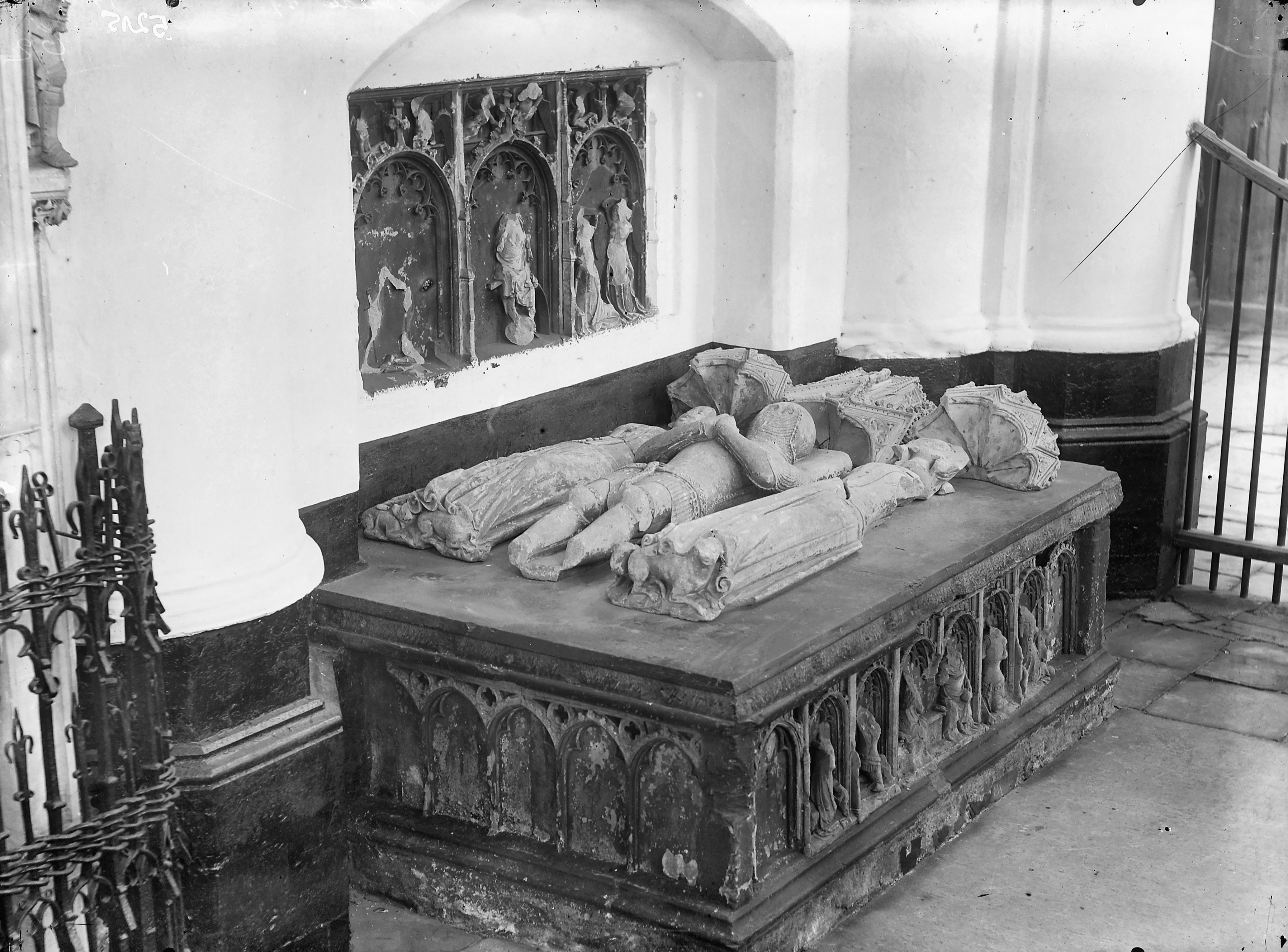
Grafmonument van Jan II van Polanen met zijn eerste twee echtgenoten, Oda van Hoorn en Machteld van Rotselaar-Brabant

Jan II van Polanen was achtereenvolgens getrouwd met
- (1) Oda van Horne-Altena (ook bekend als Oeda van Hoorne, ± 1325-1353), zij was een dochter van Willem IV van Horne (1302-1343), heer van Horne, Altena en Gaasbeek,
- (2) met Machteld van Rotselaer (van Brabant) (†1366), een bastaarddochter van Jan III van Brabant,
- (3) met Margriet van Lippe, zij was de dochter van Otto van Lippe en Irmgard van der Mark.

-- Het eerste huwelijk werd gesloten kort na 21 mei 1348. Oda van Horne kreeg op 21 mei 1348 pauselijke dispensatie om te trouwen met Jan II van Polanen.

-- Van het tweede huwelijk is slechts bekend dat het werd gesloten voor 20 november 1353.

-- Van het derde huwelijk is slechts duidelijk dat het is gesloten na 12 augustus 1366 en voor 29 augustus 1370. Margriet was eerder (1366) getrouwd met Nicolaas van Sevenborn (overleden circa 1369), heer van Cranendonck. Jan II van Polanen stierf in 1378. Margriet kan hem hebben overleefd, ze is niet opgenomen in het grafmonument.

### Kinderen
Waarschijnlijk (maar niet zeker) zijn er drie kinderen geboren uit het eerste huwelijk, vijf uit het tweede huwelijk en één uit het derde. Ook zijn er nog twee bastaardzoons en een bastaarddochter bekend.
- Een zoon uit het eerste huwelijk, Jan III van Polanen (1340-10 augustus 1394), volgde zijn vader op als heer van Breda, van Polanen en de Lek.
- Een andere zoon uit dat huwelijk, Philips van Polanen, werd geestelijke na gehuwd geweest te zijn met Maria van Diest.[16]
- Een dochter Beatrijs van Polanen (ca.1344-1394) was gehuwd met Hendrik VIII van Bautershem (ca. 1342-1419), als 'Hendrik II' heer van Bergen op Zoom. Hij was de zoon van ridder Hendrik VII van Boutersem (als 'Hendrik I' heer van Bergen op Zoom).
- Een dochter Oda van Polanen (circa 1351-1417), huwde op 30 mei 1378 met Hendrik III van Montfoort, burggraaf van Montfoort.

Alle andere kinderen noemden zich geen 'Van Polanen', maar 'Van der Leck'.
- Een zoon uit het tweede huwelijk was ridder Hendrik van de Leck (Henrick van der Lecke) (1354-voor 8 augustus 1428), heer van Heeswijk, Dinther, Gestel en Schijndel.
- Dirk van der Leck(e) (ca. 1355 - na 1416), zoon van Jan II van Polanen, trouwde in 1388 met Gilisje van Cralingen (1355-1410), dochter van Ogier (III), waardoor de goederen Cralingen en Honingen overgingen op het geslacht Van der Leck en vanaf 1485 aan het geslacht Van Assendelft toevielen.
- Otto van der Leck (ca. 1370 - overleden voor 20 oktober 1428), zoon van Jan II van Polanen en van Margaretha van der Lippe, ridder 1396. Hij was heer van Hedel en vanaf 1392 ambtman in Kleef. Otto trouwde voor 1396 met Sophia van den Bergh († 1412), erfdochter van Frederik III van den Bergh († 1416), heer van den Bergh en van den Bylandt, en Catharina van Buren. Hij werd de stamvader van het Huis Van der Leck.
 Otto van der Leck verkreeg uit zijn huwelijk met Sophia één kind: Willem II van der Leck (1404-1465), als Willem II van den Bergh heer van den Bergh, Bylandt en Hedel.